# Miciurinivka, Djankoi
Miciurinivka (în ucraineană Мічурінівка) este un sat în comuna Izumrudnivskîi din raionul Djankoi, Republica Autonomă Crimeea, Ucraina.

## Demografie
Componența lingvistică a localității Miciurinivka
     Rusă (94,09%)
     Ucraineană (5,38%)
     Alte limbi (0,54%)
Conform recensământului din 2001, majoritatea populației localității Miciurinivka era vorbitoare de rusă (94,09%), existând în minoritate și vorbitori de ucraineană (5,38%).